# Daniel Pearson
Daniel Pearson (Cardiff, 26 de febrero de 1994) es un ciclista británico.

## Palmarés
2019
- 1 etapa del Tour de la Mirabelle